# Iron Lung
Iron Lung ist ein von David Szymanski entwickeltes und veröffentlichtes U-Boot-Simulations-Horrorspiel aus dem Jahr 2022. Der Spielende ist in der Rolle eines namenlosen Verurteilten, welcher einen Blutozean auf einem verlassenen Mond in dem kleinen, rostigen U-Boot mit dem Spitznamen "Iron Lung" erkunden muss. Das Spiel wurde am 10. März 2022 für Windows veröffentlicht. Eine Nintendo-Switch-Portierung wurde am 19. Dezember 2022 veröffentlicht.

## Spielmechanik
Der Spielende steuert einen stillen Protagonisten aus der First-Person-Perspektive, welcher ein Kleinst-U-Boot steuert. Das Spielgeschehen spielt sich ausschließlich in dem U-Boot ab, das nur wenig Bewegungsraum bietet. Das U-Boot wird über die Nutzung der Navigationsinstrumente an der Vorderseite gesteuert. Der Kurs und die Position des U-Boots werden auf einer minimalistischen Interface angezeigt. Das U-Boot hat keine Sichtluken, so dass der Spielende gezwungen ist, seine/ihre Karte und die Kamera des U-Boots zu benutzen, um auf dem Mond zu navigieren. An bestimmten Stellen muss der Spielende die U-Boot-Kamera benutzen, um Fotos zu machen, die die Umgebung und Details über das Gebiet, in dem sich der Spielende befindet, zeigen. Im Laufe des Spiels kommt es zu Ereignissen, wie z. B. einem absichtlich herabgesetzten Sauerstoffgehalt und Druck, die das Spielgeschehen jedoch nicht beeinflussen.
Das Spiel enthält auch optionale Cheat-Codes, die sich auf die Grafik auswirken, wie z. B. einen "Rave-Modus" mit bunten Lichtern und einen "Markiplier-Modus", der die meisten Texturen durch das Gesicht von Markiplier ersetzt.

## Handlung
„Dies ist keine Expedition. Es ist eine Exekution. Wenn sie dich hier rein stecken, wollen sie nicht, dass du zurück kommst. Und selbst wenn du das tust, selbst wenn sie ihre Versprechen halten... welche Art von Freiheit erwartet dich? Ein paar sterbende Schiffe in einem See von toten Sternen?
Falls es immer noch Hoffnung gibt, liegt sie hinter dem Schleier. Hoffnung in dieser Leere ist genau so illusorisch wie das Sternenlicht. Ich werde mich dazu entscheiden, meinen letzten Atemzug hier auf dem Grund eines Ozeans zu tun, ungesehen, ungehört und unkontrolliert.
Sie werden ihre Hinrichtung bekommen.
Ich werde meine Freiheit bekommen.“

In einer Zukunft, in der die Menschheit den Weltraum kolonisiert hat, führt ein als "The Quiet Rapture" bekanntes Ereignis dazu, dass alle Sterne und bewohnbaren Planeten im Universum auf unerklärliche Weise verschwinden. Somit überleben nur die Menschen an Bord von Raumstationen oder Raumschiffen. Um das Überleben der Menschheit zu sichern, startet die Consolidation of Iron (COI) eine Expedition zu AT-5, einem trostlosen Mond, auf dem sich vor kurzem ein ausgedehnter Ozean aus menschlichem Blut gebildet hat, in dem sich vermutlich lebenswichtige Ressourcen befinden, die für die Erhaltung des menschlichen Lebens dringend benötigt werden. Der Protagonist ist ein verurteilter Sträfling, der in einem kleinen U-Boot, das offiziell SM-13 heißt und den Spitznamen "Iron Lung" trägt, durch die Gräben des Blutozeans navigieren soll, um die Existenz der Ressourcen zu überprüfen. Aufgrund des Drucks und der Tiefe des Ozeans ist die Hauptluke zugeschweißt, das vordere Sichtfenster ist mit Metall ummantelt, und die Kommunikation ist kurz nach dem Abtauchen unterbrochen. Dem Spielenden wird bei seiner/ihrer Rückkehr an die Oberfläche die Freiheit versprochen, aber eine Notiz, die ein früherer Insasse des U-Boots hinterlassen hat, warnt ihn/sie davor.
Der Spielende übernimmt die Kontrolle über der Iron Lung und steuert sie durch die tückischen, engen Höhlen und Gräben. Mit der Kamera des U-Boots nimmt er/sie Fotos von "Points of interest" auf, die auf der Karte verstreut sind. Die Fotos zeigen jedoch zunehmend ungewöhnliche Merkmale wie Pflanzenwuchs, Felsformationen, große, nicht identifizierte Skelette und künstliche Strukturen, die an Gebäudefassaden erinnern. Als sich die Iron Lung einem Point of interest, einer Lichtkugel, nähert, beginnt das Schiff heftig zu zittern. An einem anderen Point of interest macht der Spielende ein Bild vom Auge einer großen, nicht identifizierten Meereskreatur, die daraufhin die Iron Lung angreift und ein erhebliches Leck verursacht. Als der Spielende den letzten Point of interest erreicht und versucht, die Kamerasteuerung zu erreichen, bricht die Kreatur in das U-Boot ein, beendet das Spiel und bringt den Spielenden zum Titelbildschirm zurück.
Ein Texteintrag nach dem Spiel verrät, dass es derzeit keine Möglichkeit gibt, die Überreste oder Fotos des zerstörten U-Boots zu bergen, so dass die Mission des Spielenden umsonst war. Trotzdem bleibt der Text optimistisch und behauptet, dass die Menschheit irgendwo im Universum eine Lösung für die Quiet Rapture finden wird.

## Rezeption
Iron Lung erhielt allgemein positive Kritik, wobei der Rezensent Aaron Boehm von Bloody Disgusting die „beklemmende“ Atmosphäre und das „außergewöhnliche Sounddesign“ des Spiels lobte. Renata Price von Vice News schrieb, dass die Atmosphäre des Spiels die „systemische Todesspirale im Herzen des Kapitalismus“ heraufbeschwöre. Zoey Handley von Destructoid lobte das Horrorkonzept des Spiels und argumentierte, dass es nur in einem „interaktiven Medium“ wie einem Videospiel vollständig umgesetzt werden könne.
Im Dezember 2023 wurde Szymanski im Internet dafür kritisiert, dass er den Preis des Spiels um zwei Dollar erhöht hatte, woraufhin die Verkaufszahlen zurückgingen.

### Anstieg an Popularität nach der Implosion des Titan-U-Boots
Im Juni 2023, nach der Implosion des Titan-U-Boots, erlebte Iron Lung einen Popularitäts- und Verkaufsschub, wobei einige Aspekte des Videospiels mit den realen Umständen der fünf Opfer an Bord von Titan verglichen, wie z. B. die Unmöglichkeit, das Tauchboot von innen zu öffnen. Szymanski drückte sein Unbehagen über die gestiegenen Verkaufszahlen in mehreren Tweets aus. Zunächst postete er eine wöchentliche Verkaufstabelle von Steam mit den Worten "Das fühlt sich so falsch an" und bemerkte weiter, dass der Gedanke, dass die Insassen von Titan in einem ähnlichen Szenario gefangen sind, "ziemlich schrecklich ist, selbst wenn es ihre eigenen schlechten Entscheidungen waren".

## Film Adaptation
Am 21. April 2023 kündigte der amerikanische YouTuber Mark Fischbach, der im Internet als Markiplier bekannt ist, an, dass er Iron Lung zu einem Horrorfilm adaptieren würde. Fischbach, der zuvor Iron Lung auf seinem Kanal gespielt hatte, kündigte an, dass der Film selbst finanziert werden würde, er selbst an der Seite von Co-Star Caroline Rose Kaplan die Hauptrolle spielen und sein eigenes Drehbuch verwenden würde. David Szymanski hat außerdem bestätigt, dass er seit der Vorproduktion in den Film involviert war, am Drehbuch mitgearbeitet hat und während der Dreharbeiten am Set war. Der Iron-Lung-Film wird der erste Kinofilm sein, bei dem Fischbach Regie führt und den er zusammen mit Will Hyde und Jeff Guerrero produziert. Ein Teaser-Trailer wurde zusammen mit der Ankündigung veröffentlicht, und ein offizieller Trailer wurde später, am 14. Oktober 2023, auf Fischbachs YouTube-Kanal hochgeladen.